# Grazing in the Grass
"Grazing in the Grass" là ca khúc trích từ album nhạc phim The Lion King 1½ và album This Is My Time được do ca-nhạc sĩ người Mỹ Raven-Symoné trình bày. Bản gốc của ca khúc này là một ca khúc nhạc không lời do Philemon Hou sáng tác và trình diễn cùng Hugh Masekela. Bản gốc đứng vị trí quán quân trên bảng xếp hạng Billboard Hot 100 tại Mĩ.
Ca khúc này đồng thời cũng chính là đĩa đơn đầu tiên của cô trích từ album phòng thu This Is My Time; bản video ca nhạc được trình chiếu trên kênh Disney Channel kèm theo các cảnh trong phim The Lion King 1½.